# Puchar Niemiec w piłce ręcznej mężczyzn (2010/2011)
Puchar Niemiec piłkarzy ręcznych 2010/2011 - 36. sezon rozgrywek o Puchar Niemiec (DHB-Pokal) w piłce ręcznej mężczyzn. Final four odbył się w dniach 7 - 8 maja 2011 roku w Hamburgu, w O2 World Hamburg, z udziałem 4 najlepszych niemieckich drużyn. Zdobywca pucharu okazała się drużyna THW Kiel.
W 1. i 2. rundzie rywalizowały ze sobą drużyny z Regionalligi i 2. Bundesligi, podzielonej na Północ i Południe. Zwycięzcy awansowali do 3. rundy, od której rozgrywki zaczynał drużyny z Bundesligi.

## 1/8 finału
| Drużyna 1                | Wynik | Drużyna 2              |
| ------------------------ | ----- | ---------------------- |
| TSV Hannover-Burgdorf    | 21:27 | SG Flensburg-Handewitt |
| Füchse Berlin            | 31:27 | HSV Hamburg            |
| HSG Nordhorn-Lingen      | 22:26 | MT Melsungen           |
| VfL Bad Schwartau        | 34:24 | Dessau-Roßlauer HV     |
| TV Emsdetten             | 25:40 | SC Magdeburg           |
| HSG Gensungen-Felsberg   | 29:47 | Rhein-Neckar Löwen     |
| Bergischer HC            | 28:30 | Frisch Auf Göppingen   |
| TuS Nettelstedt-Lübbecke | 29:30 | THW Kiel               |

## 1/4 finału
| Drużyna 1            | Wynik | Drużyna 2              |
| -------------------- | ----- | ---------------------- |
| Frisch Auf Göppingen | 31:25 | SC Magdeburg           |
| Rhein-Neckar Löwen   | 33:28 | MT Melsungen           |
| Füchse Berlin        | 25:31 | THW Kiel               |
| VfL Bad Schwartau    | 27:34 | SG Flensburg-Handewitt |

## Final Four
|  |                        |                        |                        |                        |    |          |          |       |
|  | Półfinały              | Półfinały              | Półfinały              |                        |    | Finał    | Finał    | Finał |
|  | Półfinały              | Półfinały              | Półfinały              |                        |    | Finał    | Finał    | Finał |
|  |                        |                        |                        |                        |    |          |          |       |
|  |                        |                        |                        |                        |    |          |          |       |
|  | Frisch Auf Göppingen   | Frisch Auf Göppingen   | 23                     |                        |    |          |          |       |
|  | Frisch Auf Göppingen   | Frisch Auf Göppingen   | 23                     |                        |    |          |          |       |
|  | THW Kiel               | THW Kiel               | 28                     |                        |    |          |          |       |
|  | THW Kiel               | THW Kiel               | 28                     |                        |    | THW Kiel | THW Kiel | 30    |
|  |                        |                        |                        |                        |    | THW Kiel | THW Kiel | 30    |
|  |                        |                        | SG Flensburg-Handewitt | SG Flensburg-Handewitt | 34 |          |          |       |
|  | SG Flensburg-Handewitt | SG Flensburg-Handewitt | SG Flensburg-Handewitt | SG Flensburg-Handewitt | 34 | 22       |          |       |
|  | SG Flensburg-Handewitt | SG Flensburg-Handewitt |                        |                        |    |          |          |       |
|  | Rhein-Neckar Löwen     | Rhein-Neckar Löwen     | 20                     |                        |    |          |          |       |
|  | Rhein-Neckar Löwen     | Rhein-Neckar Löwen     | 20                     |                        |    |          |          |       |
|  |                        |                        |                        |                        |    |          |          |       |